# 785 до н. е.

## Події
- Початок правління Аргішті І, царя Урарту. Розквіт Урарту та занепад Ассирії;
- Фараон XXII династії Памі сходить на трон;
- Архелай, цар Спарти з роду Агідів.